# 14a cerimònia dels Lumières
La 14a cerimònia dels Lumières de la Premsa Internacional, va tenir lloc el 19 de gener de 2009 a l'Auditori de l'Ajuntament de París i estava presidit per Jeanne Balibar i moderat per la periodista Estelle Martin.

## Guanyadors i nominats
Els guanyadors s'indiquen en negreta.
| Millor pel·lícula - Entre les murs de Laurent Cantet - Aide toi, le ciel t'aidera de François Dupeyron - Mesrine de Jean-François Richet - Séraphine de Martin Provost - Un conte de Noël d'Arnaud Desplechin | Millor director - François Dupeyron per Aide-toi, le ciel t'aidera - Laurent Cantet per Entre les murs - Arnaud Desplechin per Un conte de Noël - Martin Provost per Séraphine - Jean-François Richet per Mesrine |
| Millor actor - Vincent Cassel pel paper de Jacques Mesrine dans L'Instinct de mort et L'Ennemi public n° 1 - Albert Dupontel per Deux jours à tuer de Jean Becker - André Dussollier per Cortex de Nicolas Boukhrief - Kad Merad per Benvinguts al nord de Dany Boon - Claude Rich per Aide-toi, le ciel t'aidera de François Dupeyron - Nominació especial : Guillaume Depardieu per Versailles de Pierre Schoeller | Millor actriu - Yolande Moreau pel paper de Séraphine Louis a Séraphine - Catherine Frot per L'Empreinte de l'ange de Safy Nebbou - Kristine Scott-Thomas per Il y a longtemps que je t'aime de Philippe Claudel - Sylvie Testud per Sagan de Diane Kurys - Félicité Wouassi per Aide toi, le ciel t'aidera de François Dupeyron                                     |
| Millor actor revelació - Mohamed Bouchaïb pel paper de Khliffa as Mascarades - Anton Balekdjian per Un monde à nous de Frédéric Balekdjian - Émile Berling per Les Hauts Murs de Christian Faure - François Civil per Soit je meurs, soit je vais mieux de Laurence Ferreira Barbosa - Marco Cortes per Khamsa de Karim Dridi - Nominació especial : Els alumnes a la pel·lícula Entre les murs de Laurent Cantet : Nassim Amrabt, Laura Baquela, Cherif Bounaïdja Rachedi, Juliette Demaille, Dalla Doucouré, Arthur Fogel, Damien Gomes, Louise Grinberg, Qifei Huang, Wei Huang, Franck Keïta, Henriette Kasaruhanda, Lucie Landrevie, Agame Malembo-Emene, Rabah Naït Oufella, Carl Nanor, Esmeralda Ouertani, Eva Paradiso, Rachel Régulier, Angelica Sancio, Samantha Soupirot, Boubacar Touré, Justine Wu, Atouma Dioumassy, Nitany Gueyes | Millor actriu revelació - Nora Arnezeder pel paper de Douce a Faubourg 36 - Leïla Bekhti per Des poupées et des anges de Nora Hamdi - Karina Testa per Des poupées et des anges de Nora Hamdi - Bertille Noël-Bruneau per Le Renard et l'Enfant de Luc Jacquet - Sara Reguigue per Mascarades de Lyes Salem - Léa Seydoux per La Belle Personne de Christophe Honoré |
| Millor pel·lícula francòfona - Le Silence de Lorna de Jean-Pierre Dardenne i Luc Dardenne - Faro, la reine des eaux de Salif Traoré - Rumba de Dominique Abel, Fiona Gordon, Bruno Romy - Home d'Ursula Meïer - Johnny Mad Dog de Jean-Stéphane Sauvaire | Millor guió - J'ai toujours rêvé d'être un gangster – Samuel Benchetrit - Dany Boon, Franck Magnier, Alexandre Charlot per Benvinguts al nord - François Bégaudeau, Laurent Cantet, Robin Campillo per Entre les murs - Benoît Delépine, Gustave Kervern per Louise-Michel - Martin Provost, Marc Abdelnour per Séraphine                                            |
| Millor fotografia - Agnès Godard per Home | Premi del Públic Mundial (atorgat per TV5 Monde) - Entre les murs de Laurent Cantet |